# Småtjärnarna (Sidensjö socken, Ångermanland)
Småtjärnarna är en sjö i Örnsköldsviks kommun i Ångermanland och ingår i Ångermanälvens huvudavrinningsområde.